# Миколаївська губернія
Миколаївська губернія (рос. Николаевская губерния) — історична адміністративно-територіальна одиниця Російської імперії і згодом УСРР.

## Миколаївська губернія в 1802–1803
Миколаївська губернія була утворена указом Олександра I 8 жовтня 1802 року з частини Новоросійської губернії. Новоросійська губернія була поділена на три — Миколаївську, Катеринославську і Таврійську.
Миколаївська губернія складалася з 4 повітів:
- Єлисаветградський,
- Ольвіопольський,
- Тираспольський,
- Херсонський.

15 травня 1803 указом того ж Олександра I центр губернії був перенесений у Херсон та перейменований в Херсонську губернію.

## Миколаївська губернія в 1920–1922
У травні 1919 року Херсонська губернія була поділена на Одеську та Херсонську. Але у серпні 1919 року під час наступу військ російських білогвардійців Денікіна губернія перейшла під їх владу і була відновлена в старих межах. Лише деякі північно-західні райони на початку вересня 1919 року були зайняті військами УНР (м. Бірзула).
Розподіл Херсонської губернії був підтверджений спеціальною постановою підпорядкованому РРФСР ВсеУкрРевКому від 28 січня 1920 року. Центром Херсонської губернії був Миколаїв.
16 квітня 1920 року з частини території Херсонської губернії утворена нова Херсонська губернія.
6 січня 1921 року Херсонську губернію було перейменовано на Миколаївську.
До губернії входили такі повіти:
- Вознесенський,
- Дніпровський,
- Єлисаветградський,
- Миколаївський,
- Олександрійський,
- Первомайський,
- Херсонський.[2]

21 жовтня 1922 року територія Миколаївської губернії було включено до складу Одеської губернії.

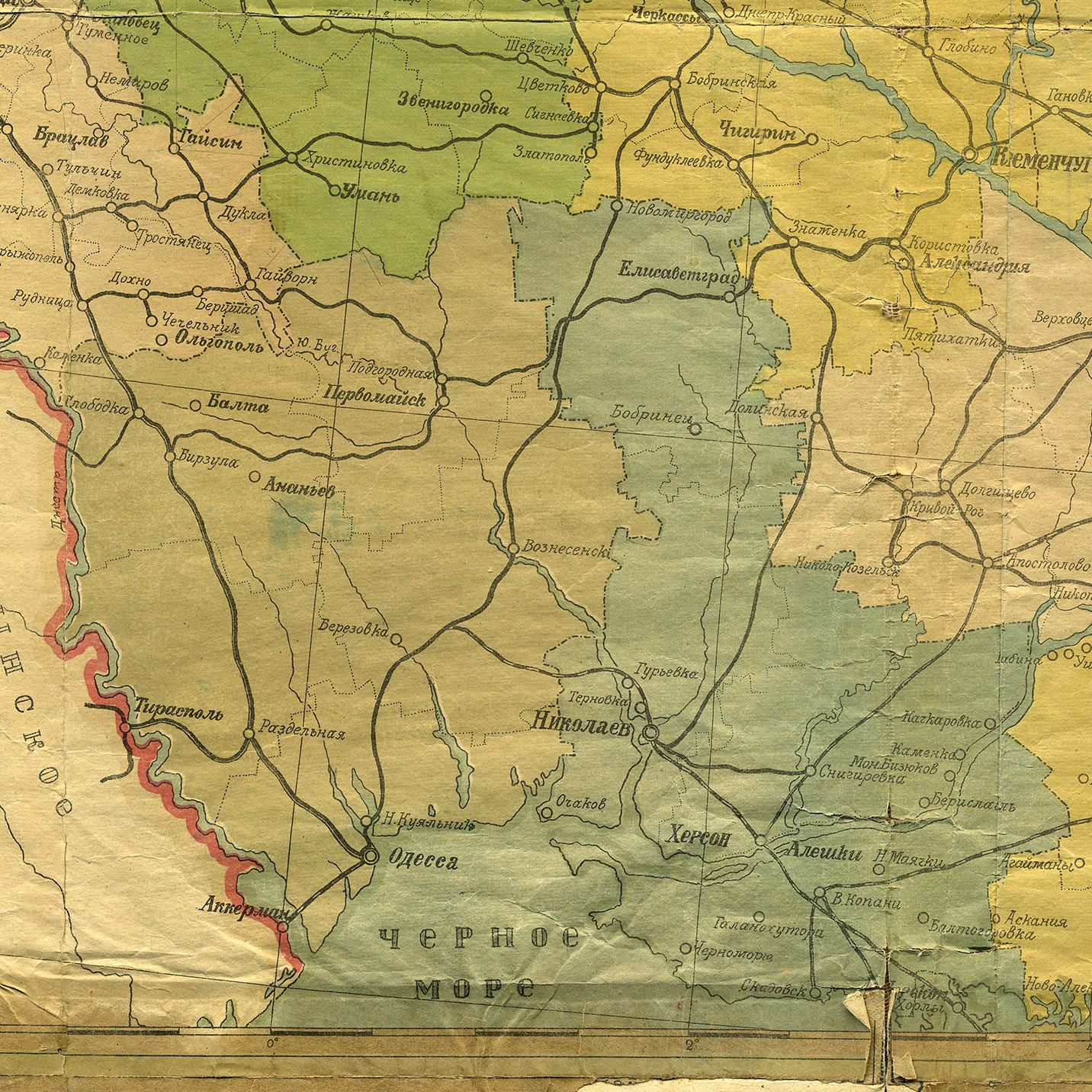
Карта Одеської та Миколаївської губерній, 1921
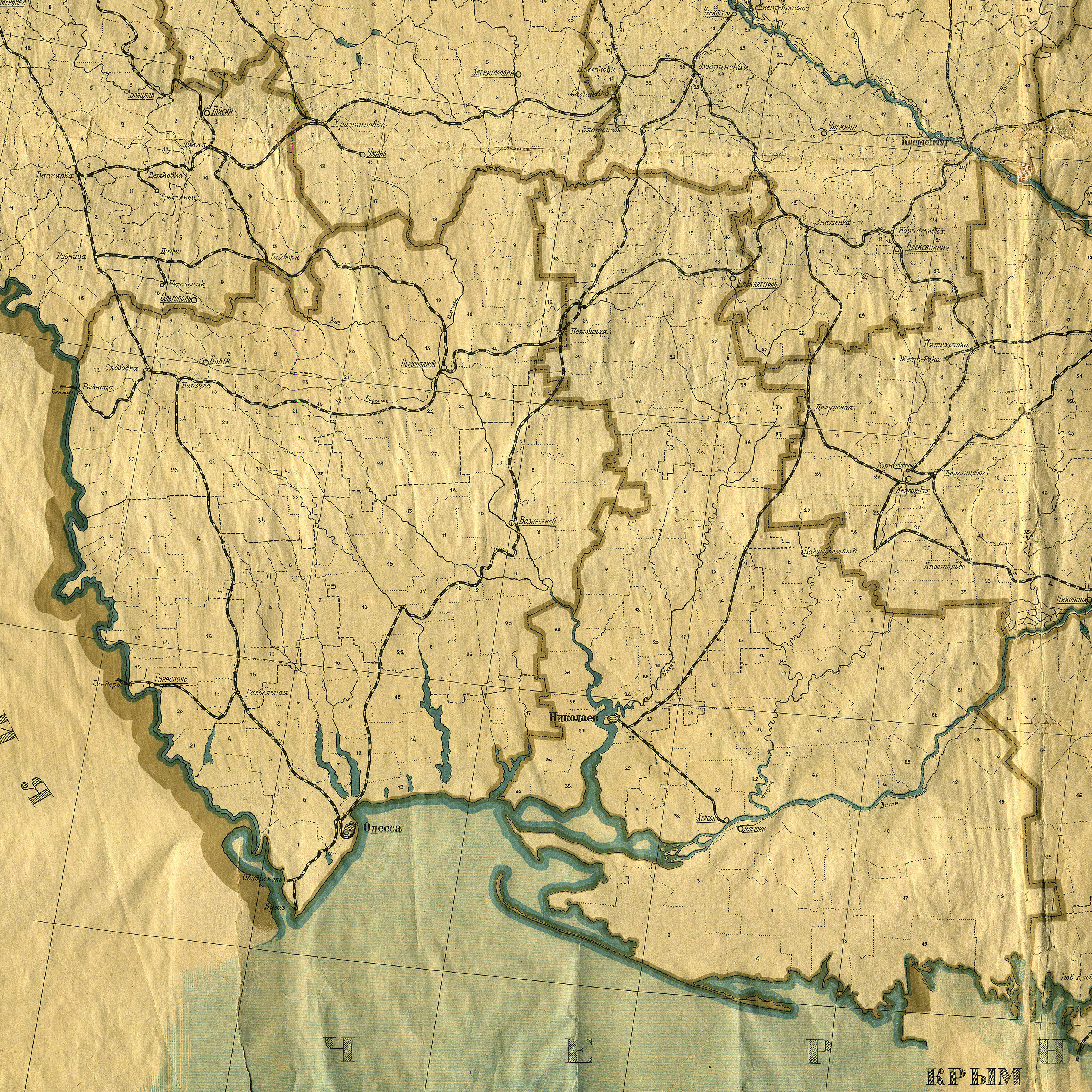
Карта Одеської та Миколаївської губерній, 1921
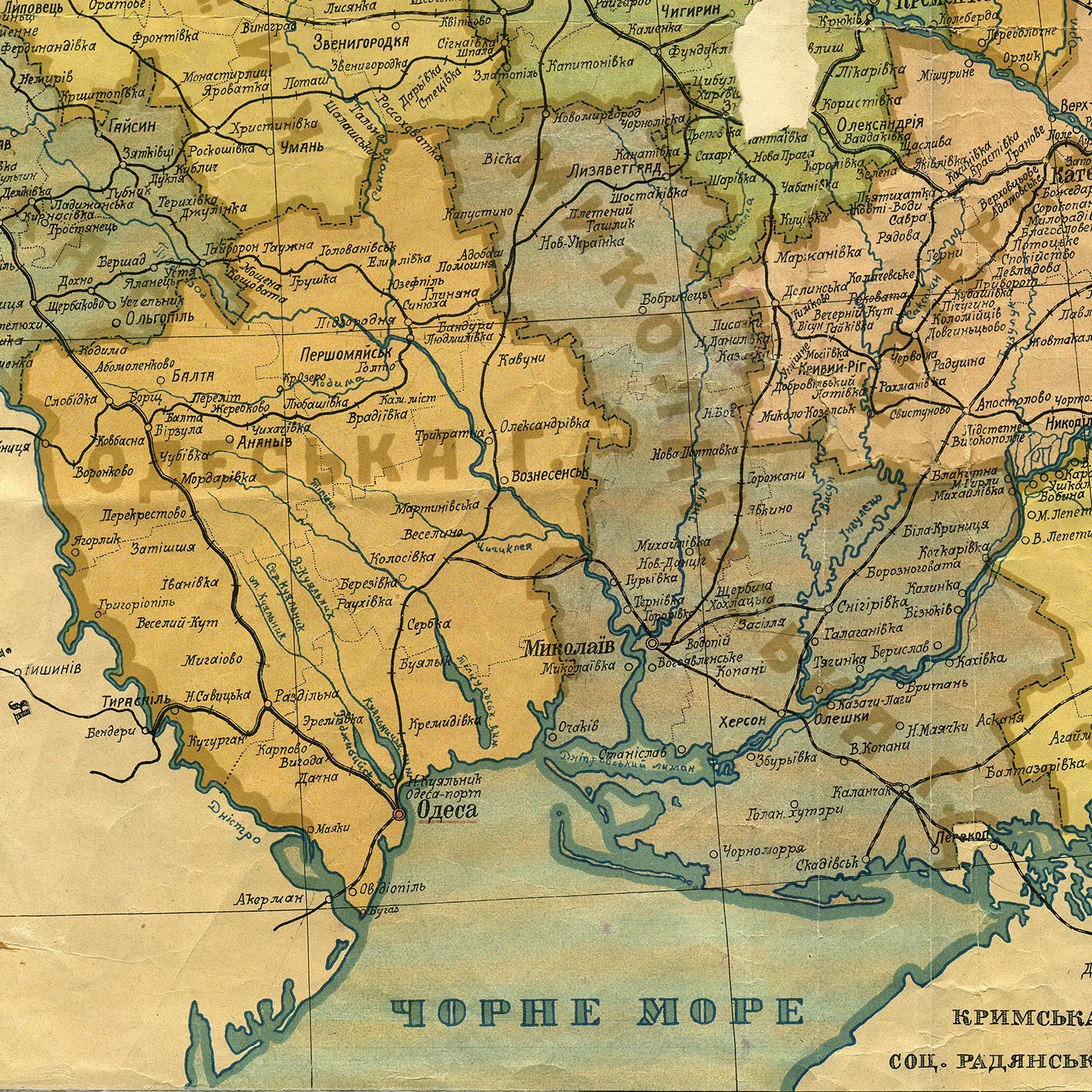
Карта Одеської та Миколаївської губерній, 1922
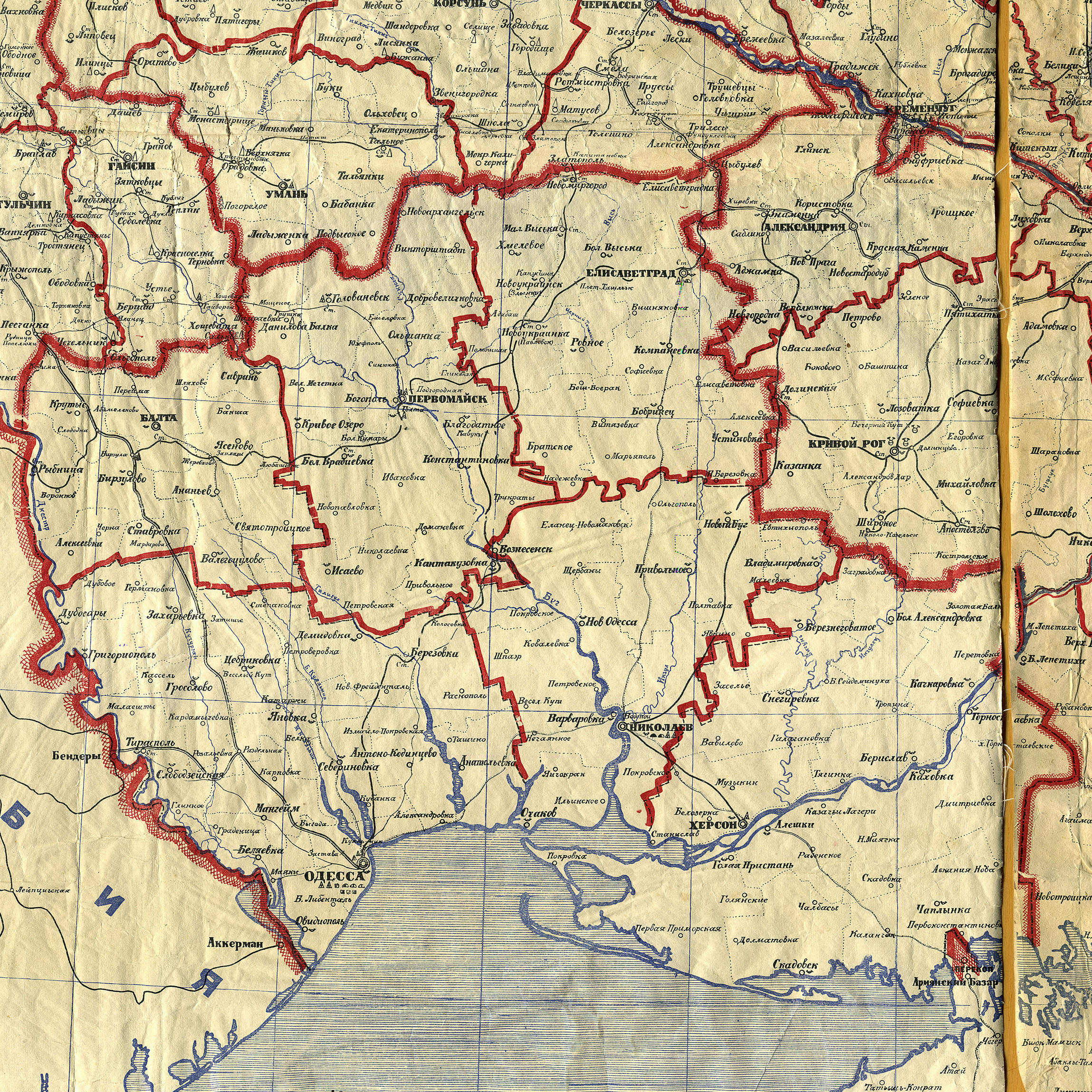
Карта Одеської губернії, 1923
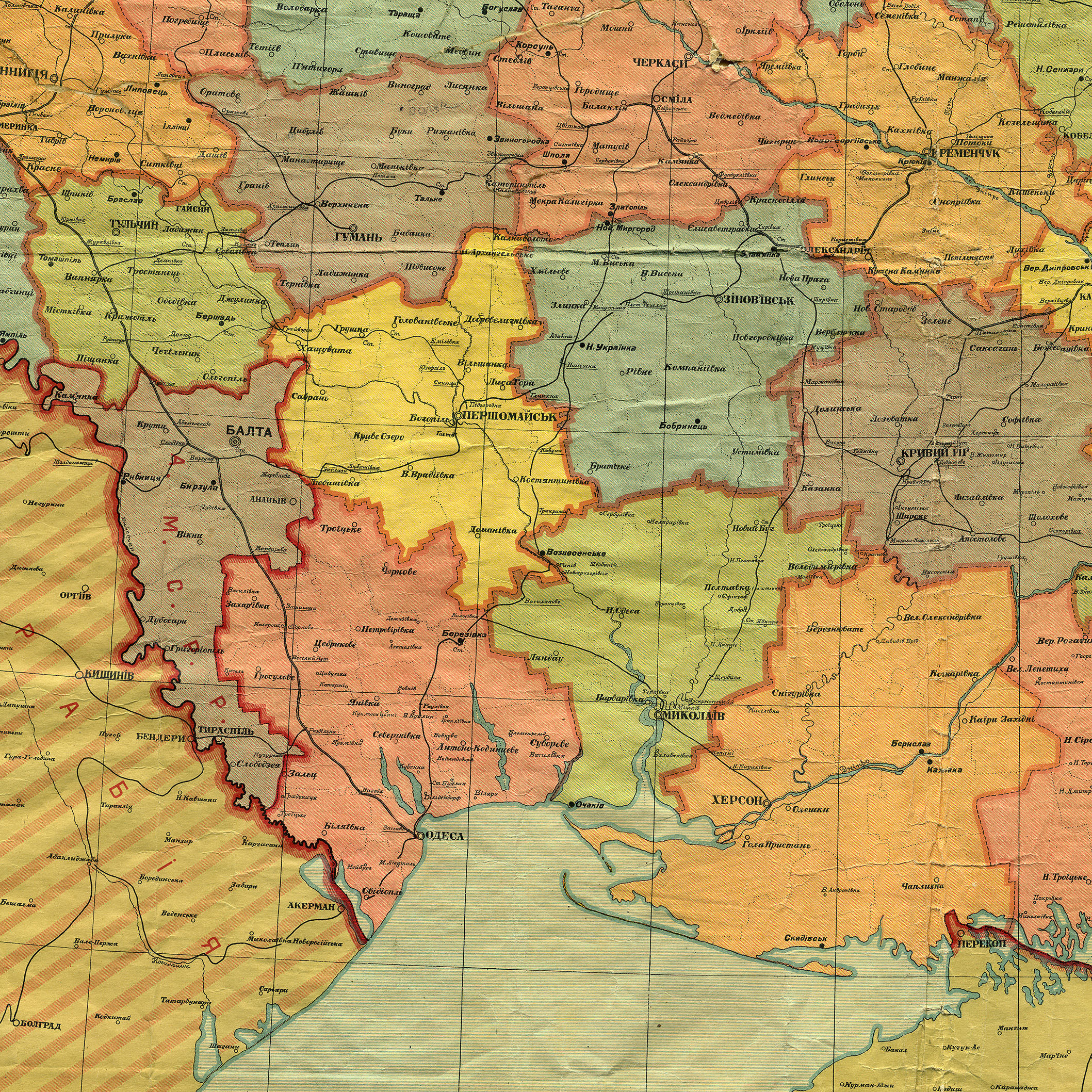
Територія колишньої Одеської губернії на карті Української СРР, адміністративні межі станом на 1 жовтня 1925
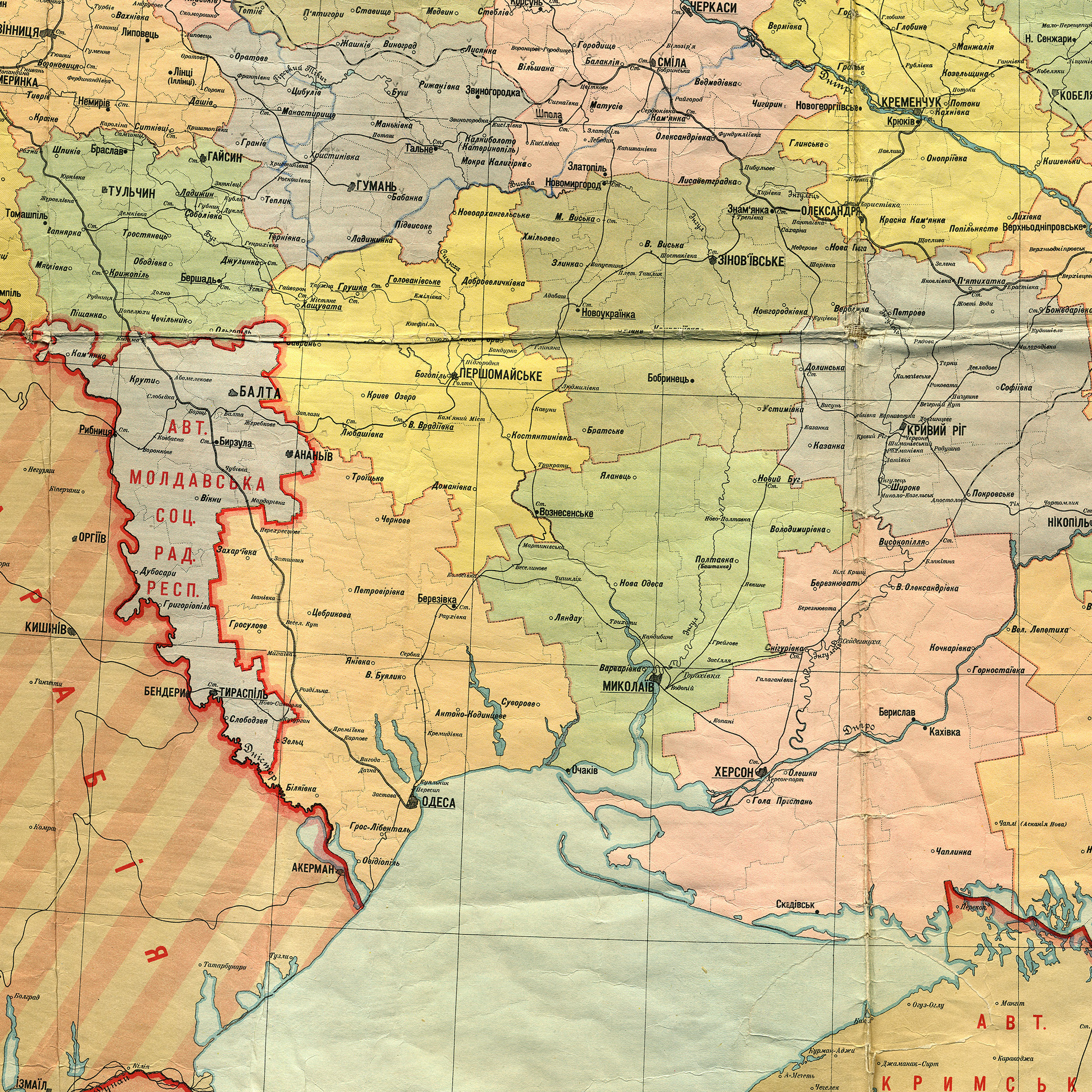
Територія колишньої Одеської губернії на карті Української СРР, адміністративні межі станом на 1 березня 1927

## Керівники губернії в 1920–1922 роках

### Голови губернського революційного комітету
- Залуцький Петро Антонович (.12.1919—1.02.1920)
- Залуцький Петро Антонович (.04.1920—23.05.1920)

### Голови губернського виконавчого комітету
- Залуцький Петро Антонович (23.05.1920—.09.1920)
- Кузнєцов Степан Матвійович (.09.1920—.01.1921)
- Луговий Олександр Васильович (.01.1921—.03.1921)
- Кузнєцов Степан Матвійович (.03.1921—20.07.1921)
- Шелехес Ілля Савелійович (.07.1921—.10.1921)
- Кін Павло Андрійович (.10.1921—.11.1922)

### Голови губернського комітетуКП(б)У
- Крижановський Станіслав Станіславович (.04.1920—.06.1920)
- Луговий Олександр Васильович (.07.1920—.09.1920)
- Кузнєцов Степан Матвійович (.09.1920—.11.1920)

### Відповідальні секретарі губернського комітетуКП(б)У
- Муравник Яків Матвійович (.11.1920—.01.1921)
- Кисельов Олександр Омелянович (.01.1921—.03.1921)
- Фадюхін В. (.04.1921—.05.1921)
- Кремницький Федір Іванович (.05.1921—.10.1921)
- Шелехес Ілля Савелійович (.10.1921—28.11.1921)
- Грановський І. (28.11.1921—.01.1922)
- Шелехес Ілля Савелійович (.01.1922—1922)
- Кац С. Г. в. о. (1922—.08.1922)
- Равдель Абрам Ізраїлевич (.08.1922—.08.1922)
- Кисельов Олександр Омелянович (.08.1922—.11.1922)